# Sonderauftrag Linz
Der Sonderauftrag Linz war eine von Adolf Hitler eingesetzte und ihm direkt unterstellte informelle Organisation, die den Auftrag hatte, Kunstwerke für ein von Hitler für die Zeit nach dem Zweiten Weltkrieg in der „Führerstadt Linz“ geplantes Führermuseum durch Beschlagnahme und Ankauf zusammenzutragen.

## Organisation

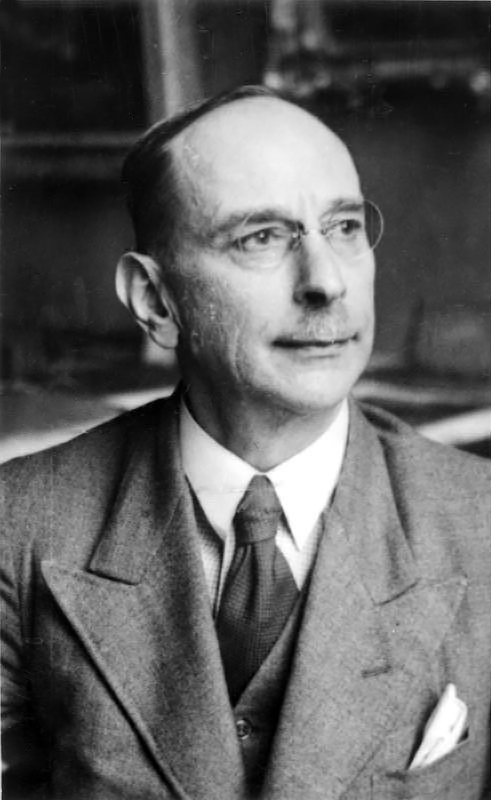
Hans Posse (1938)

Erster „Sonderbeauftragter“ und prägende Gestalt war seit 21. Juni 1939 der langjährige Direktor der Dresdner Gemäldegalerie Hans Posse, weshalb der Sonderauftrag Linz organisatorisch an die Gemäldegalerie in Dresden angebunden war und auch dort seinen Verwaltungssitz hatte. Nach Posses Tod im Dezember 1942 übernahm der Gemäldeexperte Hermann Voss dessen Aufgaben als Galerieleiter in Dresden und als Sonderbeauftragter für das Führermuseum. Feste Mitarbeiter des Sonderauftrages Linz waren unter anderem die Kunsthistoriker Robert Oertel, Erhard Göpel und Gottfried Reimer. Die Verbindung mit Hitler stellte Martin Bormann her, der die gesamte Korrespondenz führte und den Kontakt mit Posse, Voss und deren Mitarbeitern organisierte, in der Regel über Schriftstücke, die er Hitler vorlegte und dessen Antwort er weitergab – ab Oktober 1942 hauptsächlich über seinen persönlichen Referenten Helmut von Hummel (1910–2012). Für den Sonderauftrag Linz tätig waren außerdem der mit Bormann befreundete Friedrich Wolffhardt, der den Erwerb von Büchern und Handschriften organisierte, Fritz Dworschak als Fachmann für Münzkunde, Leopold Ruprecht als Sachverständiger für Waffen und Rüstungen, Kurt Hanssen als Verwaltungsfachmann (später durch von Hummel ersetzt) und Hans Heinrich Lammers, der die Finanzen organisierte; ferner war der Architekt Hans Reger aus München für die Katalogisierung verantwortlich. Für alle anderen Sammlungen die Hitler im Museum haben wollte, war ebenfalls von Hummel zuständig.
Ein großer Teil der gesammelten Kunstgüter wurde ihren Eigentümern gewaltsam geraubt. Für Kunstwerke in jüdischem Besitz wurde die Regelung erlassen, dass sie nur bis zu einem Preis von 1000 Mark frei verkauft werden durften; dadurch verfielen die Preise und von freien Verkäufen konnte nicht mehr die Rede sein. Viele Juden tätigten Notverkäufe.

## Herkunft, Aneignung und Inventarisierung der Kunstwerke

### Herkunft
Die Verwaltung der im Deutschen Reich und den von der Wehrmacht besetzten Gebieten beschlagnahmten Kunstwerke überließ Hitler mehreren Personen und Institutionen. Diese waren Reichsminister Alfred Rosenberg (Einsatzstab Reichsleiter Rosenberg), der Reichsminister für Wissenschaft, Erziehung und Volksbildung Bernhard Rust, der Generalgouverneur für Polen Hans Frank und der Chef der SS, Heinrich Himmler. Himmler und Frank konnten über ihre Beschlagnahmungen unabhängig vom Sonderauftrag verfügen. Auch Rosenberg verteidigte seinen Herrschaftsbereich bis zum Ende des Krieges erfolgreich gegen die Interessen von Hermann Voss und der Parteikanzlei.
Die zahlreichen österreichischen Beschlagnahmungen aus jüdischem Besitz verwaltete das Wiener Institut für Denkmalpflege, das dem Reichsminister für Wissenschaft, Erziehung und Volksbildung in Berlin unterstand. Das Institut befand sich zusätzlich noch unter der fachlichen Aufsicht der Leiter des Sonderauftrages.
1945 befanden sich nachweislich 1596 beschlagnahmte Werke aus Deutschland, Österreich, Frankreich sowie Tschechien und ganz vereinzelt auch aus Polen und Russland in der Sammlung des „Sonderauftrages Linz.“ Von den knapp 6700 Werken sind rund 4100 Werke über den Kunsthandel oder direkt aus Privatbesitz erworben worden. Der Rest stammte auch aus Zwangsverkäufen, kam von anderen nationalsozialistischen Dienststellen oder lässt sich nicht zweifelsfrei zurückverfolgen.

### Aneignung
Hitlers Auftrag an seinen Sonderbeauftragten bestand darin, in einem ersten Schritt aus einer für ihn zusammengetragenen Gemäldesammlung eine Auswahl für Linz zu treffen, um diese dann in einem zweiten Schritt durch beschlagnahmte Gemälde auszubauen und in der Folge durch Ankäufe auf dem europäischen Kunstmarkt zu einer Museumssammlung mit systematischem Anspruch zu ergänzen. Auch vom deutschen und internationalen Kunsthandel verkaufte Bilder konnten aus unrechtmäßig entzogenem Vermögen stammen. Der Kunstmarkt profitierte in den Jahren zwischen 1933 und 1945 von den Verkäufen jüdischer Bürger, die aus Deutschland und den besetzten Gebieten fliehen mussten. In welchem Maße dabei solches durch den Kunsthandel weitergereichte „Fluchtgut“ auch in der Sammlung des Sonderauftrages Linz inventarisiert wurde, ist noch nicht abschließend erforscht.

### Inventarisierung
Posse trat seine Aufgabe zum 1. Juli 1939 an. Als er im Dezember 1942 starb, hatte er 1200 Gemälde für das Führermuseum zusammengetragen und im sog. Dresdner Katalog inventarisiert. Da die Gemälde in verschiedenen Depots lagerten, wurde der geplante Linzer Galeriebestand in einem vielbändigen Fotokatalog (Titel Gemäldegalerie Linz) für Hitler dokumentiert. Diese Fotoalben sind bis zum Tod von Posse die maßgebliche Bildquelle zum Bestand der Gemäldegalerie. Die Linzer Gemäldesammlung sollte einen Überblick über die europäische Malereigeschichte mit einem Schwerpunkt in der deutschen Malerei des 19. Jahrhunderts geben, so wie Hitler diese definierte und es seinem persönlichen Interesse entsprochen hat.
Im Juli 1939 inspizierte Posse die nach dem Anschluss Österreichs in Österreich beschlagnahmten Kunstwerke aus jüdischem Eigentum im Zentraldepot in der Wiener Hofburg. Im selben Monat wurde er mit der Verteilung der gesamten Raubkunst auf die Landes- bzw. Gaumuseen des ehemaligen Österreich beauftragt. Über die Raubkunstbestände hatte sich Hitler mit dem sogenannten Führervorbehalt vom 18. Juni 1938 die alleinige Verfügungsgewalt eingeräumt. Er wollte mit den Kunstwerken zunächst die öffentlichen Museen des Deutschen Reichs und später geplante Museen in den okkupierten Ostgebieten bestücken. Dieses Kunstverteilungsprogramm führte man in Österreich durch; für die übrigen Teile des Deutschen Reichs verschob man die Maßnahmen auf die Nachkriegszeit. Dennoch prägte es die Arbeit des Sonderauftrags mehr und mehr: Posse kaufte ganze Kunstsammlungen an, zum Beispiel die Sammlung Lanz oder die Sammlung Fritz Mannheimer. Zu den niederländischen Kunsthändlern, die mehrere Werke an den Sonderauftrag Linz verkauften, zählten die Kunsthändler Frederic Müller & Co., Gustav Cramer und M.H.H. Franssen sowie der jüdische Kunsthändler Kurt Walter Bachstitz und die Kunsthändler Nathan und Benjamin Katz.
Dabei war Posse selten vor Ort, sondern er bediente sich verschiedener Kunsthändler. Der Haupthändler für Posse war Karl Haberstock. Der Einsatzstab Reichsleiter Rosenberg (ERR) beschlagnahmte ab 1941 Kunstsammlungen von jüdischen Eigentümern in Frankreich, aus denen Hitler und Göring Gegenstände entnehmen ließen. Rosenberg behielt aber aufgrund einer Entscheidung Hitlers bis Kriegsende die Kontrolle über die meisten der Beschlagnahmungen.
Im Dezember 1942 starb Posse an einer Krebserkrankung. Zu seinem Nachfolger als Galerieleiter in Dresden und Sonderbeauftragter wurde auf Empfehlung Posses durch Entscheid Hitlers der Direktor der Gemäldegalerie des Nassauischen Landesmuseums Hermann Voss ernannt, der seinen Dienst offiziell Anfang März 1943 antrat. Da Voss sich nicht so gut mit Haberstock verstand, wurde unter seiner Ägide Hildebrand Gurlitt der Hauptkunsthändler für den Sonderauftrag Linz. Dessen Arbeitsgebiet war hauptsächlich Paris, wo es auf Grund der Beraubung von Juden, die verfolgt und deportiert wurden, mannigfache Gelegenheit gab, Raubkunst für den Sonderauftrag Linz zu beschaffen.
1952 wurde der unvollständige Katalog in der Bundesrepublik Deutschland um den sog. „Linz-Anhang“ mit grafischen Werken ergänzt.  Waffen, Münzen und Bücher wurden vom Sonderauftrag Linz nicht katalogisiert. Der Rechnungsführer des Sonderauftrages in Dresden, Fritz Wiedemann, hatte zwischen 1942 und 1945 eine Liste mit Ankäufen aus dem in Wien beschlagnahmten jüdischen Kunstbesitz erstellt („Wiedemann-Liste“).

## Unterbringung

### Während des Zweiten Weltkriegs
Ursprünglich sollte der Führerbau in München als Depot für die Kunstwerke dienen. Dahinter stand die Absicht, Hitler eine bequeme Besichtigung und Kontrolle zu ermöglichen. Angesichts der schnell wachsenden Bestandszahlen mussten jedoch ab 1940 zusätzliche Depots eingerichtet werden, und zwar vornehmlich im Gau Oberdonau, der als der „Luftschutzkeller des Deutschen Reiches“ galt. Man fand sie in den von den Nationalsozialisten enteigneten Stiften Kremsmünster und Hohenfurth (heute Vyšší Brod). Insgesamt bestanden über 600 Depots. Mit der Eskalation des Bombenkrieges wurden Luftschutzmaßnahmen für die Kunstdepots nötig, gleichzeitig intensivierte sich die Suche nach einem bombensicheren Zentraldepot, das man Ende 1943 im Salzbergwerk Altaussee fand.

### Geplantes „Führermuseum“
Südlich der Linzer Innenstadt war ein Kunst- und Kulturzentrum von überregionaler Bedeutung geplant, das nach einem Entwurf von Roderich Fick neben dem Museumsbau, bezeichnet als „(Linzer) Führermuseum“ oder „Gemäldegalerie Linz“, auch ein Theater, einen Paradeplatz, eine Bibliothek („Führerbibliothek“) und ein eigenes „Führerhotel“ umgeben von riesigen Boulevards umfassen sollte und damit der monumentalen NS-Architektur entsprach. Der Entwurf der Gemäldegalerie zur Unterbringung der Sammlung wurde Albert Speer übertragen. Zur Umsetzung kam es nicht.

## Nach Kriegsende

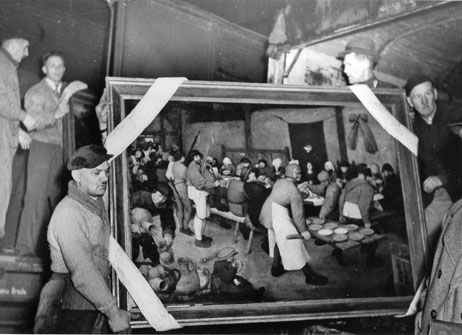
Die Bauernhochzeit von Pieter Bruegel dem Älteren wird geborgen, Altaussee, 1945

Das Kunstdepot wurde im Mai 1945 von der U.S. Army beschlagnahmt. Die Kunstwerke wurden in den folgenden Monaten nach München in den Central Collecting Point gebracht und erfasst. Sichergestellte Korrespondenz des Sonderauftrags wurde auf Mikrofilm aufgenommen. Schon in der Deklaration von London aus dem Jahre 1943 hatten die Alliierten alle deutschen Kunstkäufe in den besetzten Ländern für nichtig erklärt. Nach den Grundsätzen der Restitution sollten die Kunstwerke, sofern sie nach damaligem Rechtsverständnis als geraubt galten, an ihre ursprünglichen Besitzer zurückgegeben werden.
Nach Gründung der Bundesrepublik Deutschland übergaben die Amerikaner im September 1949 die Verantwortung für die Restitution dieses Bestandes an die deutschen Behörden, die bis heute noch nicht abgeschlossen ist. 
Das Deutsche Historische Museum erstellte im Rahmen der Provenienzforschung unter Heranziehung des Dresdner Katalogs, des Linz-Anhangs und der Wiedemann-Liste in Zusammenarbeit mit dem Bundesamt für zentrale Dienste und offene Vermögensfragen eine Bild-Datenbank mit über 6600 Bildern, grafischen Arbeiten, Skulpturen, Möbeln, Porzellanarbeiten und Tapisserien. Diese Zusammenführung von Fotos der Gegenstände und dem Karteikartenbestand des DHM ist seit August 2008 vollständig im Internet verfügbar.
Von den etwa 4700 Werken, die in der Datenbank des Deutschen Historischen Museums verzeichnet sind, sind 567 nachweislich beschlagnahmtes jüdisches Eigentum aus Deutschland, Österreich, Frankreich, Tschechien, Polen und Russland. Weitere etwa 1000 Gemälde stammen aus Zwangsverkäufen oder wurden von NS-Dienststellen eingeliefert. Etwa 3200 Objekte wurden über den Kunsthandel oder über Privatkäufe erworben, auch diese stammen zu einem unbekannten Teil aus Sammlungen, die unrechtmäßig entzogen oder als sogenanntes „Fluchtgut“ unter Zwang verkauft werden mussten. Die umfangreichen Beschlagnahmungen in Österreich sind in dieser Datenbank mit enthalten, soweit sie Posse für die Belange des Sonderauftrages ausgewählt hatte. Sie wurden 2013–2016 von einem Forschungsprojekt an der Universität Wien in Kooperation mit der Kommission für Provenienzforschung beim Bundeskanzleramt erforscht.